# The Turbanator
The Turbanator ist ein Jazzalbum von Dr. Lonnie Smith. Die am 9. Juli 1991 im Rudy Van Gelder Recording Studio in Englewood Cliffs, New Jersey entstandenen Aufnahmen erschienen am 19. September 2000 auf dem Label 32 Jazz.

## Hintergrund
Nach seinen beiden Jimi-Hendrix-Tribut-Alben Foxy Lady und Purple Haze sowie der Veröffentlichung eines Livemitschnitts von 1970 (Live at Club Mozambique) bei Blue Note Records spielte der Organist Dr. Lonnie Smith fünf Jahre lang keine eigene Alben ein. In dieser Zeit war er an Aufnahmen u. a. von der kollektiven Gruppe The Chartbusters (u. a. mit Craig Handy, John Scofield und Lenny White), Ron Holloway, Turk Mauro, Melton Mustafa, The Essence All Stars (zu denen Musiker wie Grover Washington, Jr., Joey DeFrancesco und Kenny Garrett gehörten), Hiram Bullock, Ximo Tebar, Jimmy McGriff, Bobby Broom und Lou Donaldson beteiligt.
Auf dem Plattenlabel 32 Jazz, das der langjährige Atlantic-Records-Produzent und A&R-Mann Joel Dorn 1995 gegründet hatte und das bis 2003 bestand, erschien schließlich 2000 eine neun Jahre alte Studiosession, bei der Dr. Lonnie Smith mit Houston Person (Tenorsaxophon), Jimmy Ponder (Gitarre), Buster Williams (Kontrabass) und Buddy Williams (Schlagzeug) spielte. Das Material der Session bestand neben bekannten Standards wie „Caravan“ von Juan Tizol und Duke Ellington, „Someday My Prince Will Come“ und „Cheerokee“ aus Eigenkompositionen des Bandleaders. Von den vier Blues-basierten Kompositionen Smiths wurden drei von Lonnie Smith am akustischen Piano und Buster Williams am Bass dargeboten; der Tenorsaxophonist Houston Person ist auf zwei der Titeln, in „Monk Could Swing“ und „Cheerokee“, zu hören.
Erst 2001 legte Dr. Lonnie Smith neu eingespieltes Material vor und veröffentlichte im Eigenverlag das Album Dr. Lonnie Smith Meets Martien Oster and the Original Grooves. aufgenommen live auf Tour in Holland am 30. Mai und 3. Juni 2001, mit Barend Middelhoff, Martien Oster, Martin Verdonk und Steve Altenberg. Im Mai 2003 erschien Smiths reguläres Album Boogaloo to Beck: A Tribute (Scufflin’ Records).

## Titelliste
- Dr. Lonnie Smith: The Turbanator (32 Jazz – 32209)[3]

1. Caravan 7:39
2. Night Song 8:38
3. Someday My Prince Will Come (Frank Churchill, Larry Morey) 5:35
4. River Walk 9:45
5. Monk Could Swing 9:13
6. Cherokee (Ray Noble) 6:49
7. Brushin’ It 6:27

Wenn nicht anders vermerkt, stammen die Kompositionen von Dr. Lonnie Smith.

## Rezeption
David R. Adler verlieh dem Album in Allmusic dreieinhalb Sterne und meinte, es lohne sich, diese bislang unveröffentlicht gebliebenen Aufnahmen zu hören. Die Nummer „Cherokee“ werde hier überraschenderweise als Ballade gespielt. Von brennendem Swing über Balladen bis hin zu Funk sei Smiths Umgang mit Orgel und Klavier höchst individuell und wirkungsvoll. Für Gitarrenfans sei die Präsenz des unterschätzten Jimmy Ponder ein Mehrwert.

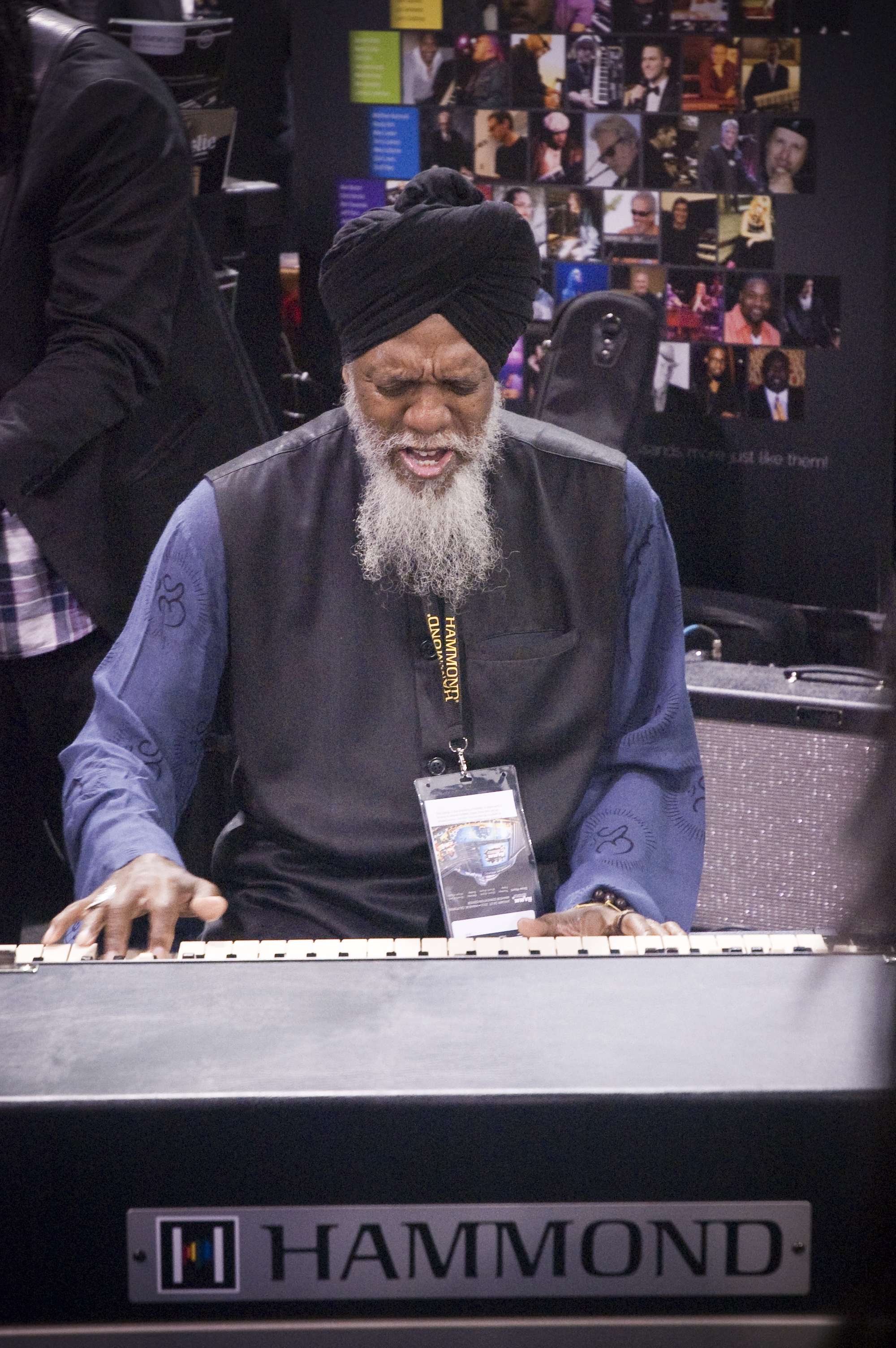
Dr. Lonnie Smith bei einem Auftritt auf dem NAMM Festival y in Anaheim, Kalifornien 2013

Nach Ansicht von John Sharpe, der das Album in All About Jazz rezensierte, mache Smiths feuriger, funkiger, R&B-basierter Ansatz ihn zum idealen Soul-Jazz-Begleiter. Im Vergleich zu seinen frühen Aufnahmen sei The Turbanator eine eher sanfte, wenn auch sehr angenehme Session. Das soll nicht heißen, dass das Album nicht ohne Überraschungen sei. Der ausgelassene Eröffnungstrack „Caravan“ dürfte Smiths Fans gefallen, die ihren Funk heiß und würzig mögen, aber im nächsten Stück verfolge der Hammond-B-3-Zauberer einen ganz anderen Ansatz; Smith wechselt zum Piano, um eine schöne, entspannte Version seiner Komposition „Night Song“ zu spielen. Für den Autor ist diese langsame, bluesgetränkte Nummer, die einige feine Soli von Gitarrist Jimmy Ponder enthält, eines der Highlights der CD.
Owen Cordle schrieb in JazzTimes, auf dem Album finde man Smith in überschwänglicher Form auf Orgel und Piano vor. Auf dem eröffnenden „Caravan“ fliege er mit einer fesselnden rhythmischen Attacke und explosiven Linien und Akzenten über die Orgel, die einem definitiv das Blut in die Höhe treibe. Gitarrist Jimmy Ponder setze die Aufregung mit heißen Sololinien fort, die an Wes Montgomery und George Benson erinnern würden. Bassist Buster Williams und Schlagzeuger Buddy Williams sorgten für einen bewegenden Groove darunter.